# Pseudomnesicles roseosignatus
Pseudomnesicles roseosignatus är en insektsart som först beskrevs av Brunner von Wattenwyl 1898.  Pseudomnesicles roseosignatus ingår i släktet Pseudomnesicles och familjen Chorotypidae. Inga underarter finns listade i Catalogue of Life.